# 신주쿠

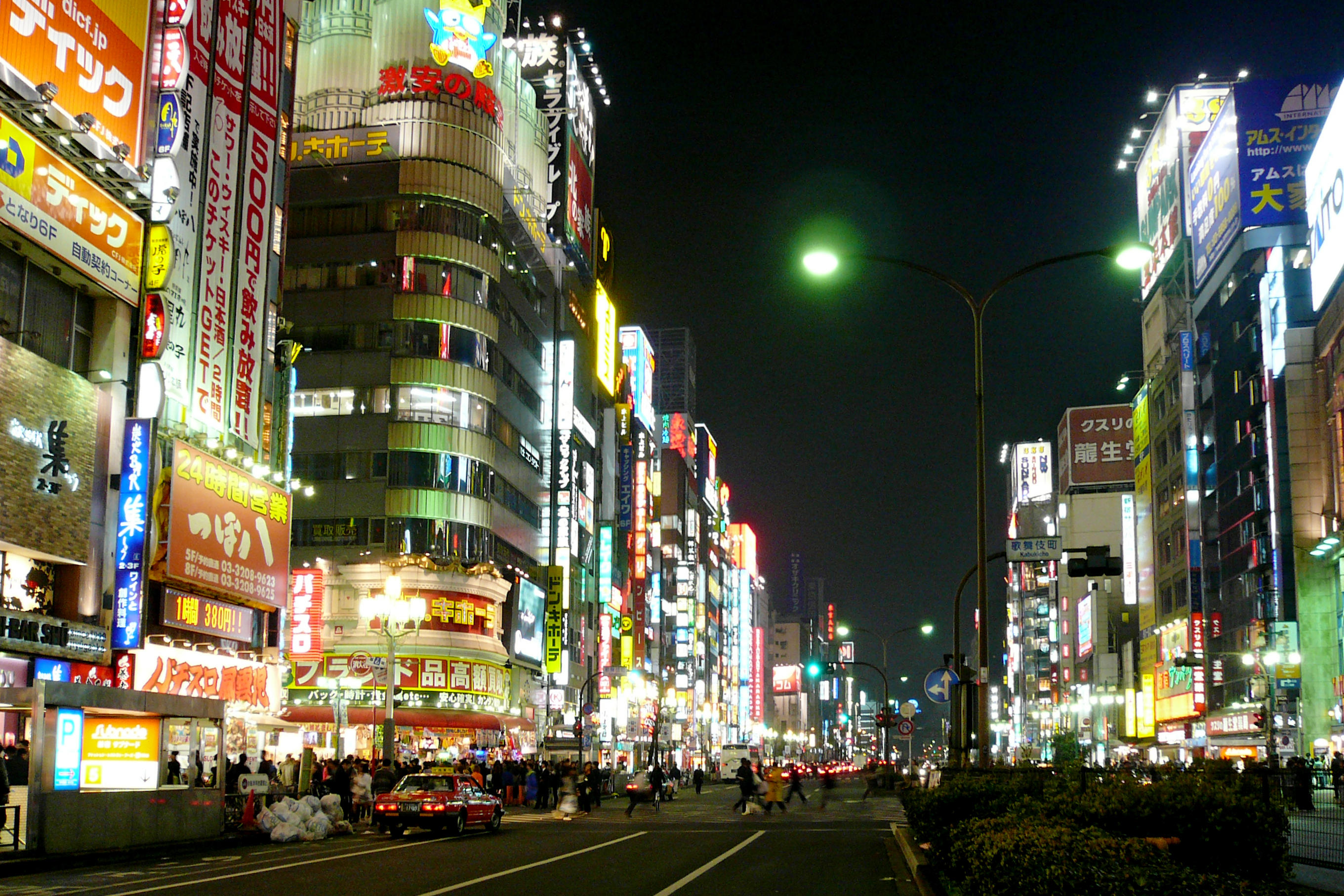
신주쿠 가부키초의 교차로

신주쿠(新宿, 문화어: 신쥬꾸)는 도쿄도 신주쿠구에 있는 지명의 이름으로, 인접한 니시신주쿠(西新宿)와 가부키초(歌舞伎町) 등을 포함한 신주쿠역과 이를 중심으로 하는 거리를 일컫는다. 현행 행정 구획상 신주쿠는 신주쿠 1초메에서 신주쿠 7초메까지를 포함하며, 신주쿠구 남서부와 시부야구 북부(센다가야, 요요기의 일부)에 걸쳐 신주쿠역을 중심으로 한 번화가·유흥가·비즈니스 지구로 형성되어 있다.
롯폰기, 이케부쿠로, 시부야하고 더불어 도쿄를 대표하는 4대 부도심으로 일컬어지며, 서울시의 강남, 명동, 종로, 홍대 같은 번화가에 해당한다. 또한, 신주쿠역은 하루 평균 이용객이 350만여명으로, 승하차수와 환승객수 모두 세계에서 가장 많아 세계 최대의 전철역으로 기네스북에 등재되어 있다.
에도 시대에는 고슈도추(甲州道中)의 슈쿠바(宿場)인 '나이토신주쿠'(内藤新宿)로 번성하였으며, 근대 이후에는 간토 대지진을 계기로 도쿄에서 최대 규모의 번화가로 성장하였다. 영화, 음악, 연극 등 다양한 문화가 번성한 거리로도 알려져 있다.

## 개요
신주쿠역 동쪽 출구(신주쿠 3초메)을 중심으로 한 번화가로, 일본 최대 규모를 자랑한다. 신주쿠 지역은 대형 백화점이 4곳이 있으며, 특히 이세탄 신주쿠점은 일본에서 가장 높은 매출을 기록하는 백화점으로 유명하다. 또한 신주쿠는 일본 최대의 유흥가인 가부키초(歌舞伎町)와 초고층 빌딩이 늘어선 비즈니스 지구인 니시신주쿠(西新宿)를 포함하고 있다. 신주쿠역에서 조금 떨어진 신주쿠 니초메는 일본 최대의 게이 타운으로도 알려져 있다. 이처럼 신주쿠는 지역마다 다양한 기능과 모습을 지니며, 각 지역의 개발 시기도 달라서 혼합된 분위기를 띤다. 신주쿠역은 세계에서 가장 많은 이용객 수를 기록하는 대형 터미널역이다. 또한 역과 직결된 바스타 신주쿠(バスタ新宿)는 일본 최대의 고속버스 터미널로, 신주쿠는 도쿄의 중요한 교통 거점으로 기능하고 있다.
신주쿠는 무사시노 대지의 동쪽에 위치하며, 에도 시대에는 고슈도추(甲州道中)의 슈쿠바(나이토 신주쿠, 内藤新宿)으로 번성하였다. 메이지 유신 이후인 1885년에 일본 철도중 하나인 야마노테선이 신주쿠역에 설치되었다. 당시 신주쿠의 중심은 에도 시대부터 이어진 고슈 가도 주변의 내토 신주쿠(현재의 신주쿠 1초메, 2초메 부근)였다. 철도 초기에는 번화가나 기존 시가지에서 철도 건설에 대한 반대가 심하여, 내토 신주쿠 인근에 역을 설치하지 못하였다. 이로 인해 신주쿠역은 서쪽 변두리에 설치되어, 역 주변은 한산한 분위기였다. 시정이 시행될 당시 신주쿠는 도쿄 시역에 포함되지 않았으며, 당시의 시부야나 이케부쿠로처럼 신주쿠역은 농지가 펼쳐진 도쿄 외곽의 시골역 중 하나에 불과했다. 1889년, 주오 본선의 전신인 고부 철도가 신주쿠역과 하치오지역 간을 개통하면서 점차 신주쿠역을 중심으로 발전해 나갔다.
본격적으로 번화가로 발전한 것은 1923년 간토대지진 이후였다. 은행, 상업의 중심지였던 긴자나 아사쿠사 등 도쿄의 하층 주거지와 달리, 무사시노 대지 위에 있는 신주쿠는 지반이 매우 단단하여 피해가 적었기 때문에, 지진 후 하층 지역에서 이주한 사람들이 급증하여 서부 외곽 지역의 인구가 폭발적으로 늘어났다. 당시 주오센이 도심으로 직통하는 유일한 철도 노선이었으며, 여러 사철 노선과의 환승 수요로 인해 신주쿠에 교통이 집중되면서, 전쟁 전 신주쿠역 동쪽 출구는 도쿄 유수의 대형 번화가로 성장하였다. 1933년 신주쿠 산초메에 이세탄(伊勢丹)이 개업하였다. 전후에는 도쿄의 다른 터미널역들처럼 역 앞에 암시장이 형성되었다.
전후 고도 성장기에 걸쳐 도쿄 외곽은 꾸준히 서쪽으로 확장되었으며, 신주쿠는 치요다구의 마루노우치나 오테마치, 주오구의 니혼바시와 같은 도심으로 통근하는 사람들이 환승하는 교통의 중심지로서, 도심의 번화가를 능가하는 상업지구로 발전하였다. 이러한 경향은 다른 부도심인 시부야나 이케부쿠로에서도 유사하게 나타났다.
한편 동쪽 출구에 비해 발전이 늦었던 서쪽 출구 일대의 니시신주쿠(西新宿)는 1965년 요도바시 정수장이 폐쇄되고 그 부지에서 신주쿠 부도심(신도심)으로 대규모 재개발이 시작되면서 변화가 일어났다. 1971년 게이오 플라자 호텔의 개업을 시작으로 초고층 빌딩이 속속 건설되었고, 1991년 마루노우치에서 도쿄도청이 이전하며 오늘날의 대규모 오피스 밀집 지역으로 발전하였다. 이러한 이유로 세 개의 주요 부도심 중에서 신주쿠는 가장 많은 오피스 빌딩이 집중되어 있다.
한때 “젊은이들의 거리”, “젊은이 문화의 유행 발상지”라는이명이 있었으나, 1973년 시부야 PARCO 출점 이후 그 자리는 시부야구(즉, 시부야, 하라주쿠, 오모테산도, 다이칸야마, 우라하라주쿠 등)로 넘어갔다. 1990년대 이후에는 새로운 철도역(1996년 니시신주쿠역과 2000년 히가시신주쿠역)의 개설로 신주쿠의 도시 확장이 진행되었고, 복합형 초고층 빌딩, 초고층 맨션, 오피스 빌딩을 중심으로 한 재개발이 이어지고 있다. 2020년대 이후로는 “신주쿠 그랜드 터미널” 구상이라 불리는 대규모 재개발이 진행 중이다.

## 역사

### 에도시대 이전
신주쿠에는 가마쿠라 시대의 전승지인 요로이 신사(北新宿)와 이나리 귀왕 신사(가부키초) 등이 있으며, 1083년 미나모토노 요시이에가 고산넨 전투에 즈음해 세운 이쓰쿠시마 신사(東新宿)도 있다. 신주쿠 주변 지명이 기록에 남은 가장 오래된 예는 1340년 에도 오미곤노카미가 아시카가 요시아키라로부터 물려받은 우시고메에 관한 기록이다(우시고메 문서).

### 에도 시대

#### 슈쿠바 개설 이전

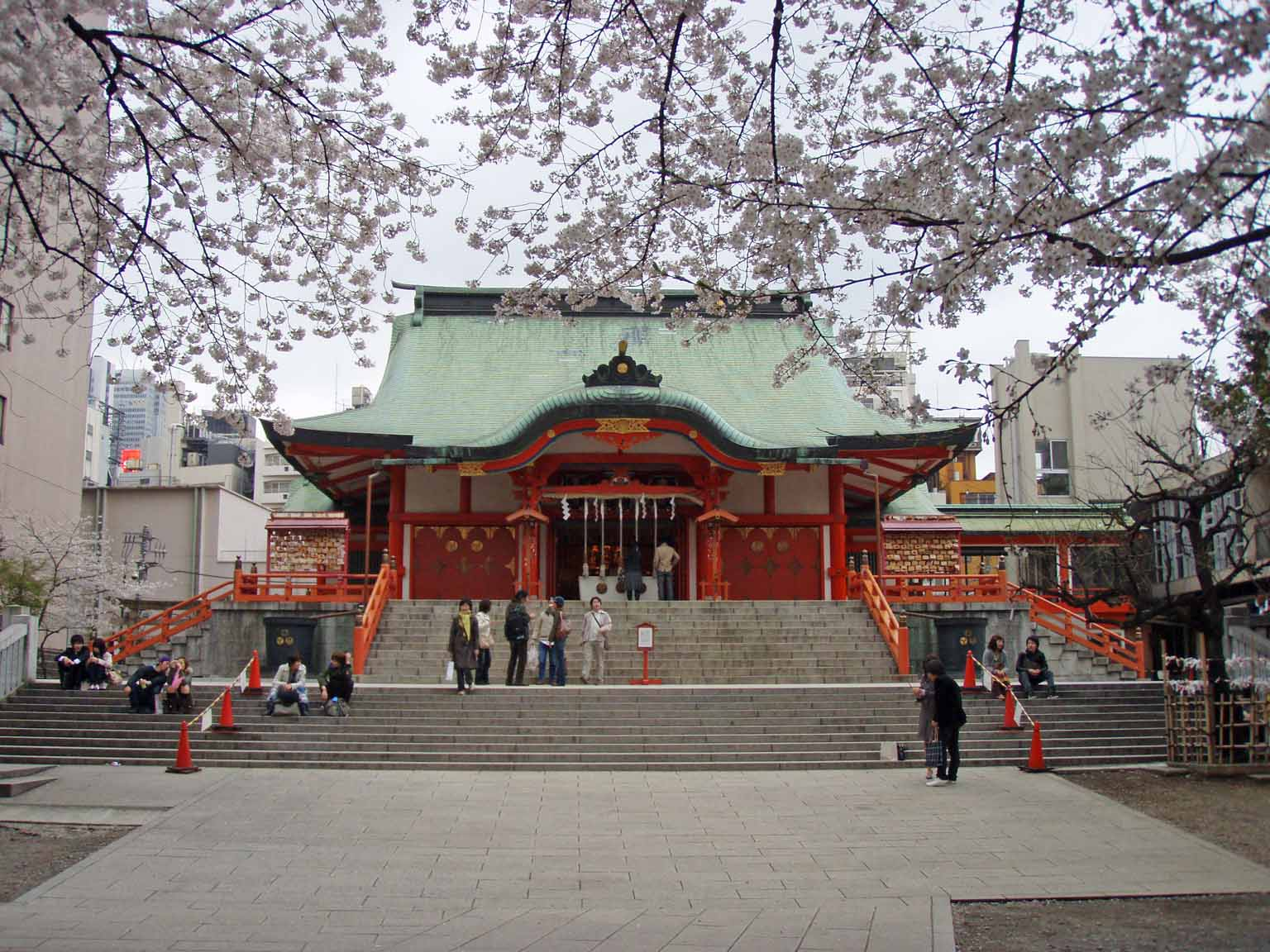
하나조노 신사. 신주쿠의 총 진수로서, 예로부터 도시를 지켜주는 수호신사로 모셔져 있음.

1698년에 신슈 다카토번 번주 나이토 가문이 소유한 저택에 고슈 가도의 슈쿠바(宿場)로 나이토신주쿠(内藤新宿)가 설립된 것이 "신주쿠"(新宿)의 시작이다. 신주쿠와 나이토 가문과의 인연은 도요토미 히데요시가 호조씨를 멸망시키고, 도쿠가와 이에야스가 에도로 입성하기 직전인 1590년(덴쇼 18년) 7월로 거슬러 올라간다. 미카와 시대부터 이에야스의 측근으로 있던 나이토 기요나리는 이에야스의 입성에 앞서 호조씨 잔당을 경계하기 위해 철포대를 이끌고 현재 신주쿠 2초메 부근에 진을 쳤다.
이 공로로 기요나리는 부근 일대를 하사받아 중저택(현재의 신주쿠 교엔, 상저택은 간다 오가와마치, 하저택은 시모시부야에 있었다)을 세웠다. 기요나리가 이끌던 철포대는 1602년(게이초 7년) 이가 철포 백인대로 오쿠보에 배치되었다. 햐쿠닌초(百人町)라는 지명이 여기서 온 것이다. 하사를 받을 당시, 이에야스가 "말 한 호흡으로 달릴 수 있는 범위를 주겠다"고 말하자, 기요나리는 말에 올라 큰 느티나무를 중심으로 동쪽은 요쓰야, 서쪽은 요요기, 남쪽은 센다가야, 북쪽은 오쿠보에 이르는 범위를 달렸다. 달리던 말은 마침내 지쳐 죽었다는 일화가 전해진다.

#### 신주쿠의 탄생

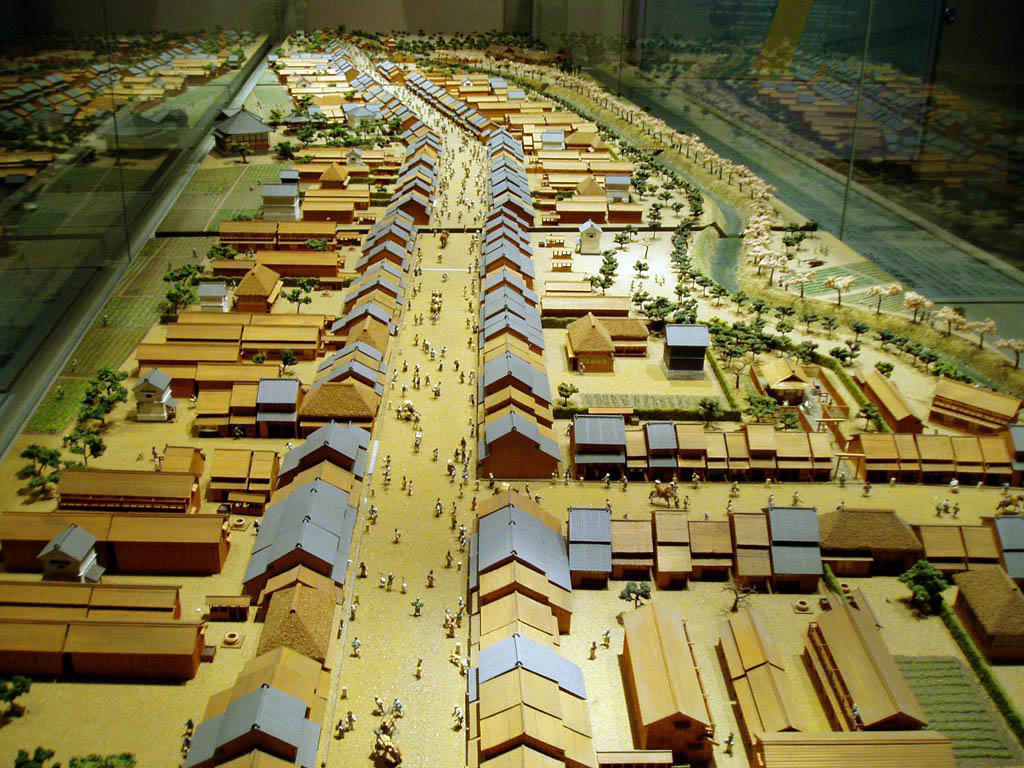
나이토신주쿠 복원 모형. 앞쪽 길이 갈라지는 곳이 신주쿠 오이와케(-追分).

에도 시대에 고슈 가도(甲州街道)는 에도에서 고후(甲府)까지의 주요 가도로 정비되었으나, 첫 번째 슈쿠바인 다카이도(高井戸)까지의 거리가 멀어 여행자들이 어려움을 겪었다. 그 후 현재의 신주쿠 2초메 근처에 가구가 생기고, 1625년(간에이 2년)에는 주민들의 요청으로 다이소지(太宗寺) 앞에 마을이 형성되었으며, 이를 나이토슈쿠(内藤宿)라고 부르게 되었다. 이는 정식 슈쿠바가 아니라 고슈 가도와 나루키 가도(현재의 오메 가도)를 이용하는 사람과 말이 쉬어 가는 곳으로 사용되면서 그렇게 불리게 된 것이다.
1697년(겐로쿠 10년), 고슈 가도에 새로운 슈쿠바와 유원지를 조성할 필요성이 제기되자, 당시 아사쿠사 아베가와초(浅草安倍川町)의 마을 대표였던 기헤이(喜兵衛)와 동지 4명이 5,600냥을 상납하며 슈쿠바 개설을 요청하였다. 이듬해 나이토 가문의 중저택 일부를 이용해 슈쿠바가 개설되어 나이토신주쿠(内藤新宿)라 불리게 되었고, 여기서 '신주쿠'라는 이름이 탄생하였다. 슈쿠바 개설을 제안한 기헤이는 다카마쓰 기로쿠(高松喜六)라는 이름을 사용하였으며, 다카마쓰 가문은 대대로 신주쿠의 마을 대표를 맡았다.

#### 슈쿠바로의 발전
이 신주쿠는 다마가와 조스이(玉川上水)의 수위소가 있던 요쓰야 오키도(四谷大木戸)에서 서쪽, 현재 신주쿠역 근처까지 가도에 걸쳐 넓어졌다. 신주쿠 오이와케(新宿追分, 현재의 신주쿠 3초메 교차로 근처)에서는 오메 가도가 분기되었고, 이후 각각 분기는 도카이도(東海道)의 시나가와, 나카센도(中山道)의 이타바시, 닛코 가도와 오슈 가도의 센주와 함께 사숙(四宿)으로 불리며 에도의 새로운 유원지로 발전하였다.
그 결과, 비공식적인 유곽인 오카바쇼(岡場所)도 번창하여 "요쓰야 신주쿠, 말의 똥 속에 붓꽃이 핀다니 가련하다"라는 교카(狂歌)가 생겨났다. 이러한 사정으로 인해 1718년(쿄호 3년)에는 풍기상의 이유로 일시적으로 폐지되었으나, 1772년(메이와 9년)에 다시 부활하였다. 신주쿠의 유흥가로서의 원형은 이 시대에 이미 형성되었다고 할 수 있다. 이 시기 다이소지는 에도 육지장(江戸六地蔵) 중 하나로서 서민들의 신앙을 받았고, 성각사(成覚寺)는 매춘부 등이 묻힌 투신 사원으로 알려졌다.

### 메이지시대에서 전쟁 이전까지

#### 메이지유신과 철도 개통

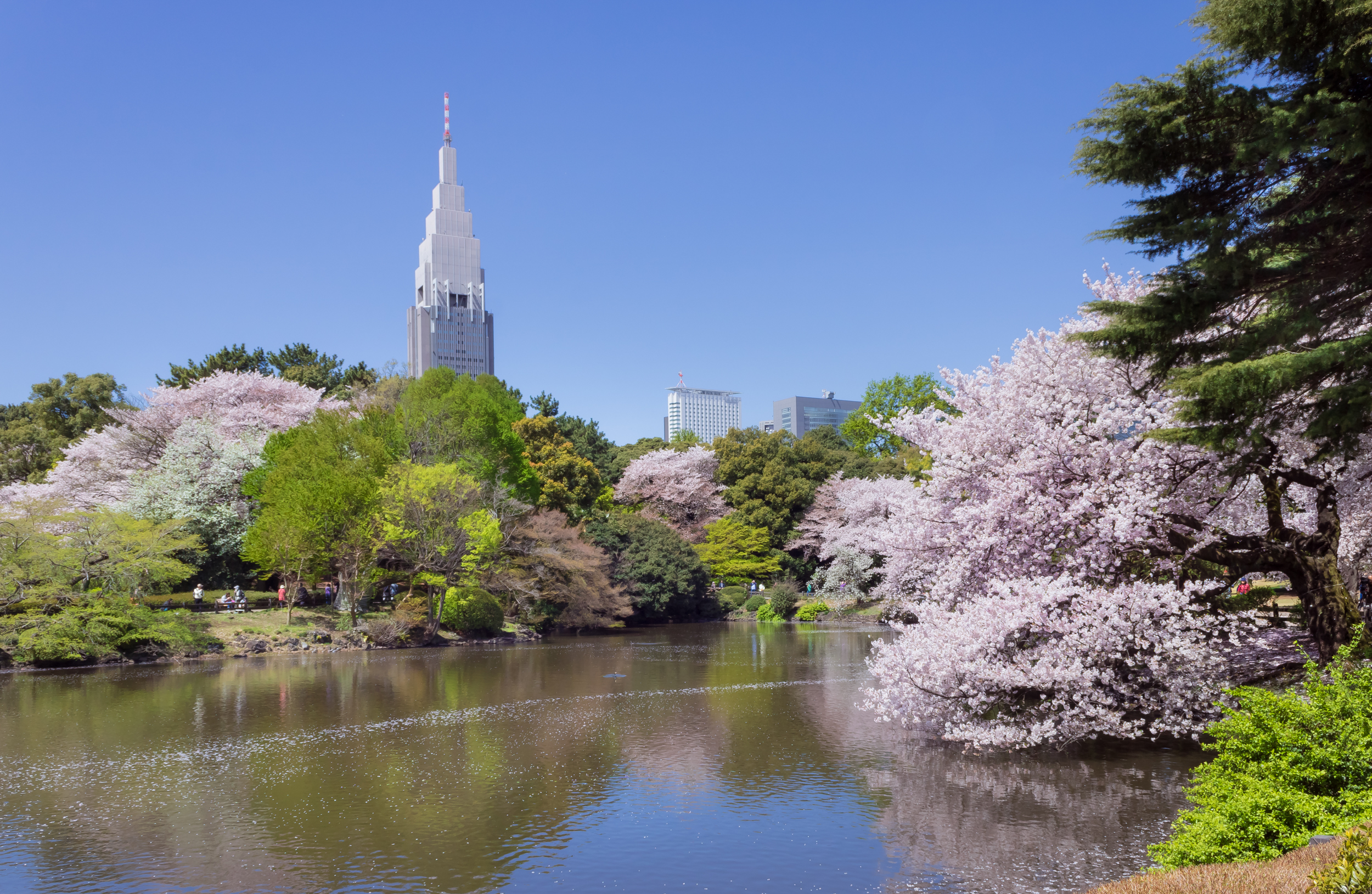
신주쿠 교엔

메이지 유신 이후, 신주쿠의 사무라이 지역은 거주자가 없어지면서 황폐해지기 시작했다. 이에 특히 넓은 부지를 자랑하던 나이토 신주쿠는 대장성에 의해 매입되어 외국에서 들여온 동식물의 적응성을 시험하는 "나이토 신주쿠 시험장"이 되었고, 1879년에는 궁내성의 관할 하에 "신주쿠 식물원"으로 개명되었다. 이것이 현재 신주쿠 교엔(新宿御苑)의 기원이다. 한편, 에도 시대의 오카바쇼(岡場所)는 메이지 이후 유곽이 되었고, 전후 공창제 폐지 후에도 소위 적선(赤線) 지대로 1958년의 매춘방지법 시행까지 이어졌다.
또한, 1885년에 일본 철도의 시나가와선(후의 야마노테선)이 개통되면서 신주쿠역이 슈쿠바의 서쪽 외곽 지역인 쓰노하즈(角筈)에 세워졌다. 개업 당시에는 논밭이 펼쳐진 도쿄 교외의 한적한 역으로 하루 이용객은 약 50명에 불과했다. 이후 고부 철도(현재의 JR 중앙선)와 도쿄 시가지 철도가 신주쿠역에 연결되었고, 1915년(다이쇼 4년)에는 게이오 전기 궤도(현재의 게이오선)도 개통되어 신주쿠는 점차 주요 터미널역으로 자리잡기 시작했다.

#### 관동 대지진

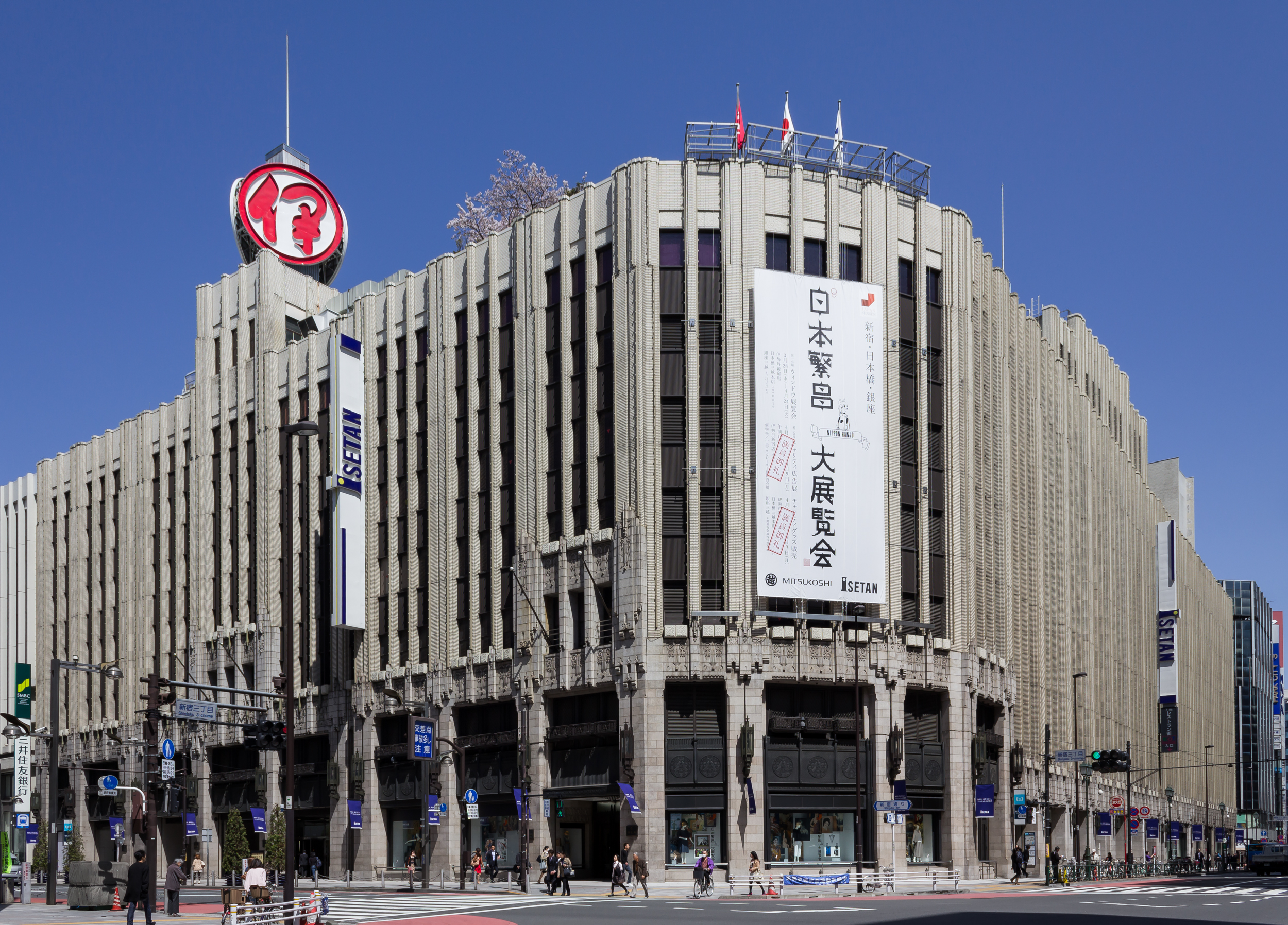
1933년 개업한 이세탄 신주쿠 본점.

이 흐름을 결정적으로 만든 사건은 1923년에 발생한 관동대지진이었다. 표층 지반이 약한 도심부의 긴자나 아사쿠사 등 시타마치 지역의 번화가는 완전히 파괴되고 인구가 급감한 반면, 무사시노 대지(야마노테 대지)의 동쪽 끝에 위치한 신주쿠는 지반이 견고해 거의 피해를 입지 않았다. 이로 인해 신주쿠는 시부야, 이케부쿠로와 같은 다른 터미널 역과 함께 교외 인구 급증에 따라 역 주변이 새로운 번화가로 발전하게 되었다.

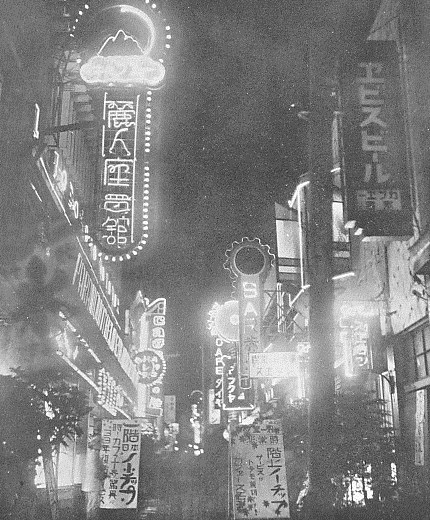
1933년 10월 밤의 신주쿠

특히 당시의 주오센은 서부 교외에서 도심으로 환승 없이 갈 수 있는 유일한 철도였기 때문에, 교통이 신주쿠로 집중되었다. 쇼와 초기에는 오다큐 오다와라선과 세이부 신주쿠선도 개통되면서 신주쿠는 도내에서 손꼽히는 번화가로 자리 잡게 되었다. 이세탄 신주쿠 본점, 나카무라야의 카레, 타카노 상점의 과일 등 명소를 비롯하여 무사시노칸, 신가부키좌, 제도좌, 물랑루즈 신주쿠좌 등 영화관과 극장, 카페 등이 모여들어 사람들로 붐비게 되었다.

당시의 신주쿠 번화가의 모습을 다음과 같이 묘사하고 있다.
신주쿠의 혼잡을 만드는 것은 무엇보다 신주쿠역에서 쏟아져 나오는 대중들이 중심이다. 이 대중들이 호테이야로 가려면, 번잡한 전차로를 싫어도 건너야만 한다. 신주쿠의 거리에는 전차, 자동차, 버스, 트럭, 자전거가 연이어 아침 일찍부터 밤 늦게까지 끊임없이 다닌다. 자동차만 해도 1분당 평균 19대가 지나간다고 한다.

### 전후 초기의 발전

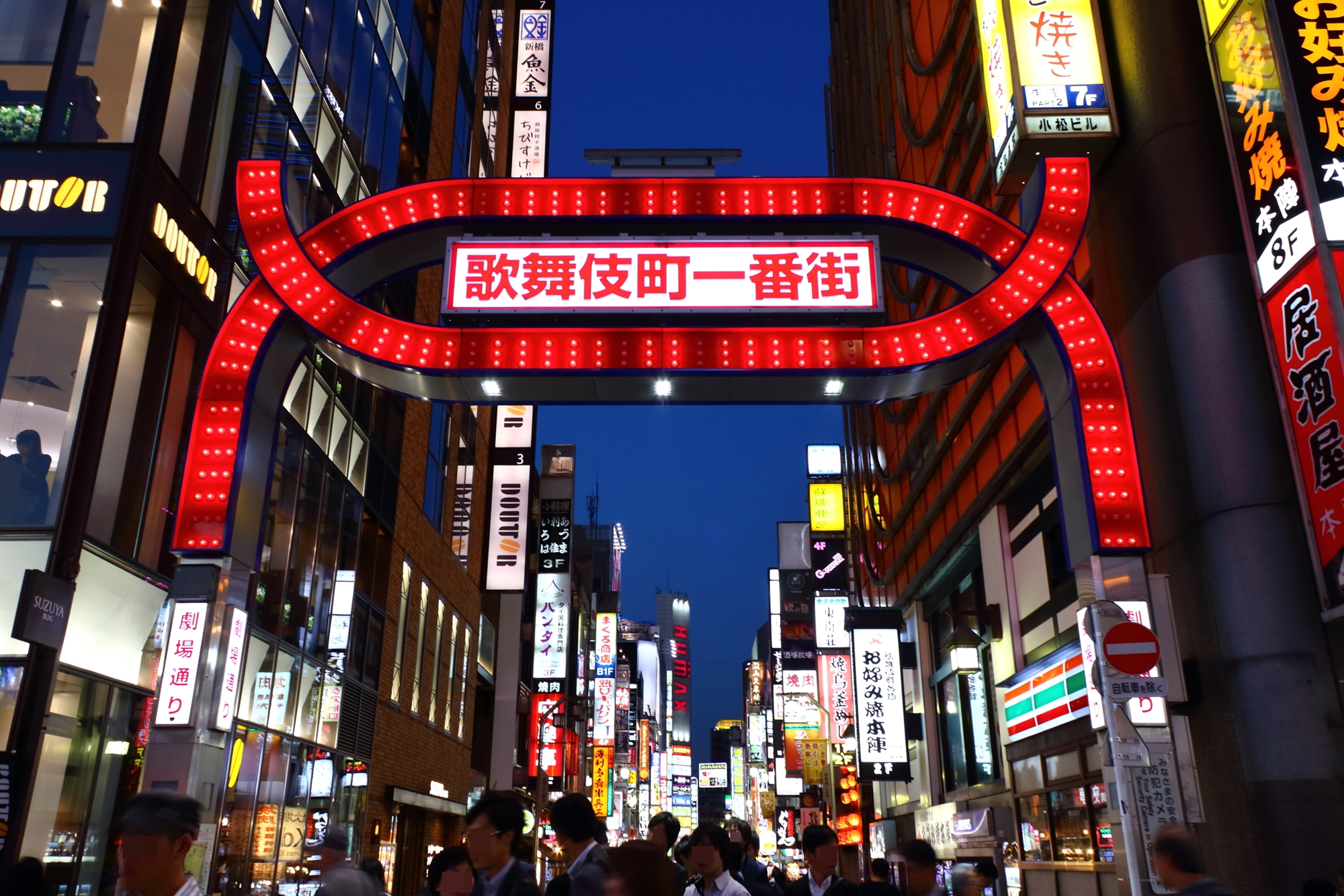
"불야성 신주쿠"의 상징인 가부키초

"불야성 신주쿠"로 불리는 신주쿠는 도쿄 대공습으로 큰 피해를 입었으나, 시타마치(도심 저지대) 지역에 비하면 인적 피해는 적었다. 전후 얼마 지나지 않아 신주쿠역 주변에는 칸토 오즈구미가 설립한 신주쿠 마켓을 비롯한 암시장이 들어서며, 좋은 점과 나쁜 점 모두를 지닌 전후 신주쿠 상업의 선구적 존재가 되었다. 히가시구치(동쪽 출구) 근처 나카무라야 옆에 생긴 하모니카 요코초(골목)에서는 카스토리 소주가 판매되었고, "카스토리 문화"라는 이름도 탄생하게 되었다.
하지만 정부의 암시장 소탕 운동이 시작되면서, 1950년경까지 신주쿠에서 암시장은 자취를 감추었고, 소매점들도 재개장하거나 새롭게 문을 열어 히가시구치를 중심으로 신주쿠역 주변 상점가는 전전보다 더 활기차게 되었다. 그리고 1952년에는 신주쿠역이 일본에서 가장 많은 환승객을 보유한 역으로 자리매김했다. 이후 1960년대에 걸쳐 마루이, 오다큐, 게이오 등 대형 백화점들이 속속 들어서면서 현재와 같은 신주쿠 상업지의 모습이 형성되었다.

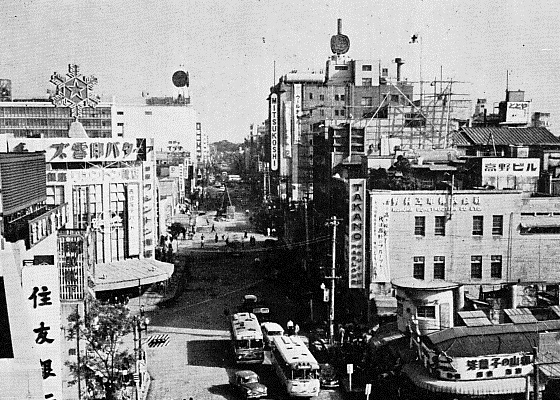
1960년경의 모습

1960년대에 접어들면서 시민들에게 여유가 생기자, 신주쿠는 급속히 상업 발전을 이루었을 뿐만 아니라, 오락과 연극의 중심지로서 전전보다 더 활기를 띠게 되었다. 이 중심지 역할을 한 곳이 전쟁으로 소실된 신주쿠역 북쪽 지역, 즉 가부키초였다. 가부키초를 중심으로 여러 영화관이 들어섰고, 1956년에는 신주쿠 코마극장이 개관해 대중의 인기를 끌었으며, 1964년에는 기노쿠니야 홀(Kinokuniya Hall)이 문을 열어 신진 연극인들의 등용문이 되었다. 이 시기부터 언더그라운드 연극이 활발히 전개되면서 신주쿠는 독자적인 서브컬처의 발상지로서 확고한 위치를 다졌고, 재즈 카페, 노래방 카페 등의 카페에는 많은 젊은이들이 모여 교류의 장을 형성했다. 이 시절 신주쿠를 경험한 젊은이들 중에서 많은 문화인이 배출되어 각 분야의 원동력이 되었다.
학생운동이 활발했던 1969년, 신주쿠 주변에서는 데모 활동이 빈번히 벌어졌다. 5월 14일에는 신주쿠역 니시구치(서쪽 출구) 지하광장에서 계속되던 베트남 전쟁 반대 포크송 집회가 경찰에 의해 강제 해산되었고, 5월 28일에는 청년들과 기동대가 충돌하는 "신주쿠 니시구치 반전 포크 게릴라 사건"이 발생했다. 10월 21일 국제 반전의 날에는 신주쿠 근처의 데모 참가자들이 폭도로 변해 신주쿠 소란 사건이 발생했다. 신주쿠역이 파괴되고 히가시구치 주변에서는 차량이 방화되는 소동도 벌어졌다. 게다가 11월 16일, 사토 총리의 미국 방문에 반대하는 데모가 커지면서 신주쿠 히가시구치 일대에 약 8천 명의 군중이 모였다. 신주쿠 3초메 교차로 부근에서는 폭도들이 화염병을 던지고 기동대가 가스총으로 응사하는 등 소란이 발생했다.
이 일련의 사건들로 인해 니시구치 지하광장은 "통로"로 간주되어 집회가 금지되었고, 젊은이들이 모이기 어려운 환경이 조성되면서 1973년 시부야 PARCO 출점 이후 그 자리는 시부야구(즉, 시부야, 하라주쿠, 오모테산도, 다이칸야마, 우라하라주쿠 등)로 넘어갔다. 한편, 신주쿠에 진입하는 각 철도 노선의 연선 인구 급증을 배경으로 신주쿠역의 대형화와 각 백화점의 성황이 이어졌고, 아래와 같은 신주쿠 서부의 대규모 개발도 진행되어 신주쿠는 다양한 연령층이 모이는 거대 상업 및 비즈니스 중심지로서의 기능이 더욱 강화되었다.

### 신주쿠부도심의 개발 (1965년 이후)
1970년대에 들어서면서 신주쿠에서는 1965년 요도바시 정수장의 폐쇄를 계기로, 그동안 히가시구치(동쪽 출구)보다 개발이 더디었던 니시구치(서신주쿠)에서 신주쿠 부도심 개발이 시작되었다. 그리고 1971년 게이오 플라자 호텔 본관을 시작으로, 신주쿠 스미토모 빌딩, KDD 빌딩, 신주쿠 미쓰이 빌딩 등 초고층 빌딩들이 줄지어 세워지기 시작했다. 신주쿠역 니시구치 지하 광장과 히가시구치 지하상가인 신주쿠 사브나드의 발전도 이 시기에 시작되었다. 이로써, 1980년대에는 다음과 같은 상황이 연출되기에 이르렀다.
또한, 1970년대부터 진행된 도쿄도청 이전 계획이 1985년에 확정되었고, 1991년에 새로운 청사가 완성되면서 니시신주쿠에서 재개발과 함께 초고층 빌딩 건설 붐이 이어져 오늘날의 대규모 오피스 지구가 형성되었다.

### 재개발시대 (1990년)

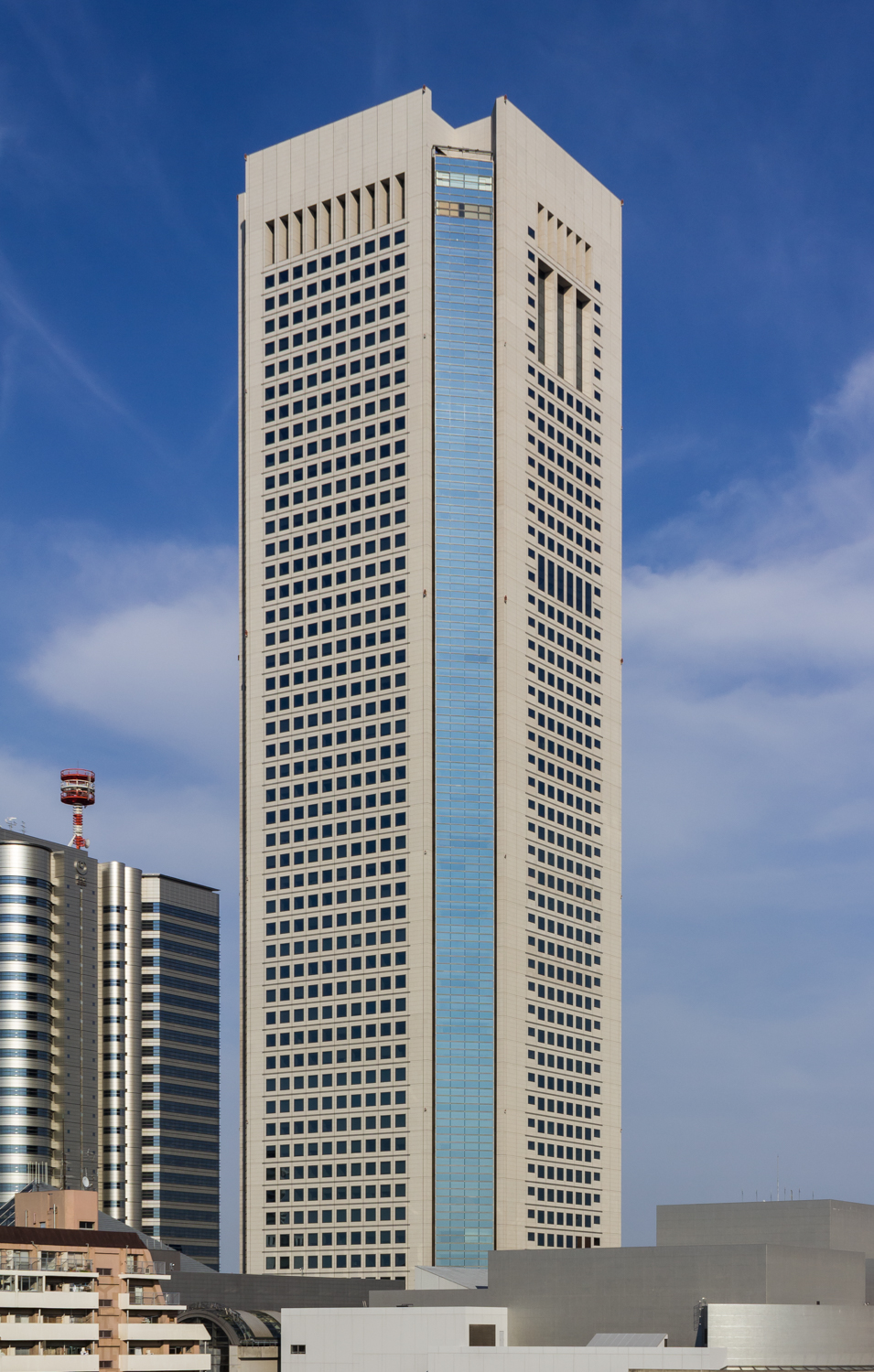
도쿄 오페라 시티 (니시신주쿠)

1980년대 이후 재개발이 진행되면서 니시신주쿠와 기타신주쿠에 새로운 지하철 역이 필요하다는 요구가 높아졌고, 1996년에는 도쿄 메트로 마루노우치선의 니시신주쿠역이 개통되었다. 같은 해 JR 신주쿠역 남쪽 출입구에 있던 신주쿠 화물역 부지에 타카시마야 신주쿠점이 핵심인 복합 상업 시설인 타카시마야 타임스 스퀘어가 개장했으며, 게이오 신선 하쓰다이역 근처에는 도쿄 오페라 시티가 설립되는 등 새로운 인구 유입을 촉진하는 거점이 되었다.
2000년에는 도에이 지하철 오에도선이 개통되면서 신주쿠 지역 내에 도초마에역, 신주쿠 니시구치역, 히가시신주쿠역이 설치되었고, 도초마에역을 기점으로 도쿄 내 거의 순환하는 지하철망이 완성되었다. 이어 2008년에는 도쿄 메트로 후쿠토신선이 개통되었고, 신주쿠 지역에서는 신주쿠 산초메역과 히가시신주쿠역과 연결되면서 재개발이 진척되었다. 특히 오에도선과 후쿠토신선이 교차하는 히가시신주쿠역에는 2012년에 미쓰비시지소가 개발한 약 1800평 규모의 신주쿠 이스트사이드 스퀘어가 준공되었다.
한편, 2001년에 발생한 가부키초 빌딩 화재를 계기로 가부키초 지역에서도 새로운 도시 정비가 시작되었다. 신주쿠 경찰서와 지역 주민들이 협력하여 순찰 활동과 방범 카메라 설치 등의 방범 활동을 강화하면서 그 성과를 내고 있다. 2005년에는 가부키초를 누구나 안전하게 즐길 수 있는 거리로 만들자는 목표 아래 가부키초 르네상스 협의회가 설립되었으며, 지역 활성화에도 힘쓰면서 전국적인 번화가 재생 모델로 자리매김하고 있다. 하지만 여전히 범죄 발생 건수는 도내에서도 손꼽히는 수준을 유지하고 있어, 경찰청이 집계한 '2023년 도쿄 구역별 범죄 발생 건수'에 따르면, 신주쿠 3초메가 도쿄 23구에서 가장 범죄가 많이 발생한 지역으로 기록되었고, 가부키초 잇초메가 두 번째로 많이 발생한 지역으로 나타났다.
이처럼 현재의 신주쿠는 다양한 사람과 문화가 모여 새로운 경제와 문화를 창출하는 일본 유수의 대형 번화가로 전국적, 세계적으로 인식되고 있으며, 일본 정부 관광국의 외국인 방문 실태 조사에서 2004년 이후 도쿄 주요 관광지 방문률 1위를 차지하고 있다(2010년에는 34.8%). 2009년에 도쿄도가 실시한 관광객 실태 조사에서도 가장 만족도가 높은 지역 1위(16.8%)로 선정되어, 도쿄의 대표 관광지로 자리잡고 있다.

## 현재

### 역주변
신주쿠역 주변은 일본의 대표적인 번화가이며, 밤낮 구분없이 인파가 끊이지 않는다.
- 신주쿠역의 하루 이용객은 2013년 기준 약 335만명이며, 세이부신주쿠역 포함 시 약 353만명이었다. 세계 최대의 전철역으로 기네스북에 등재되어 있다.
- 주변 역도 합칠 경우 신주쿠 지역의 역 하루 이용객은 2013년 기준 약 418만 명에 이른다.

## 갤러리

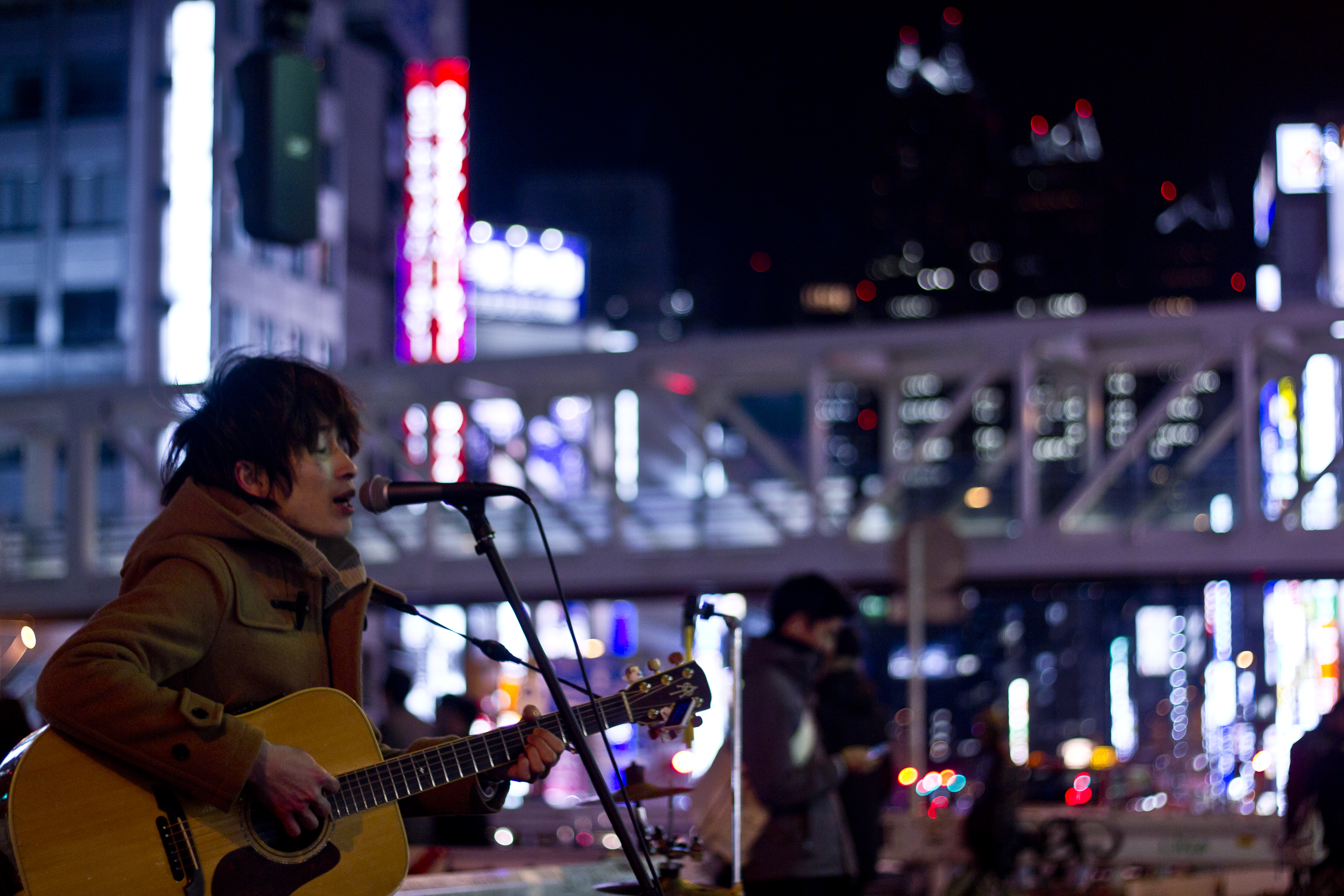
신주쿠 JR역 바로 남쪽에서 기타를 치는 남자, 버스킹으로 유명한 곳
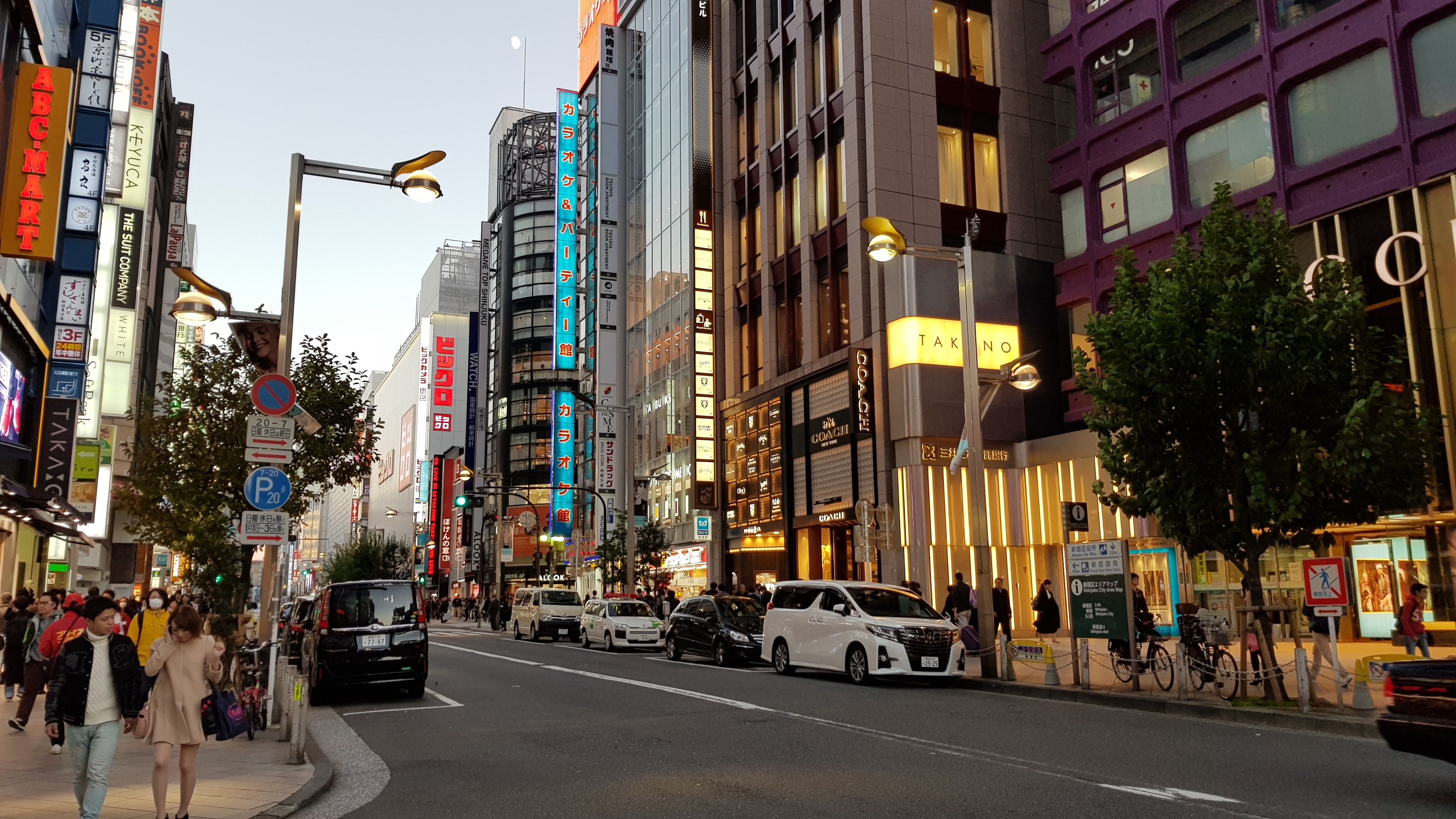
신주쿠 거리
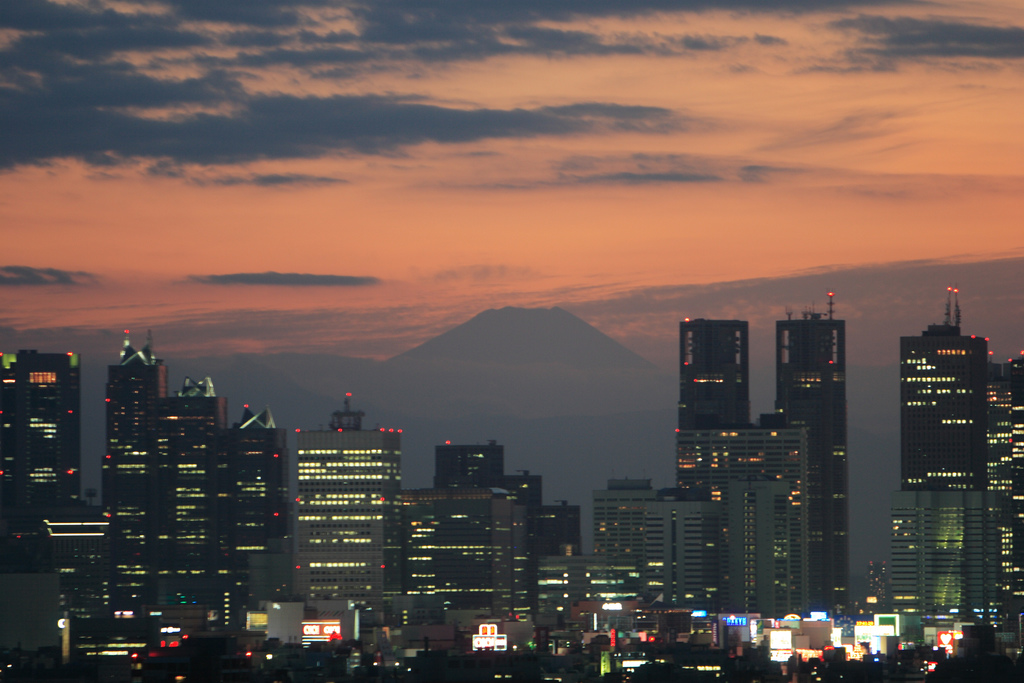
신주쿠의 밤
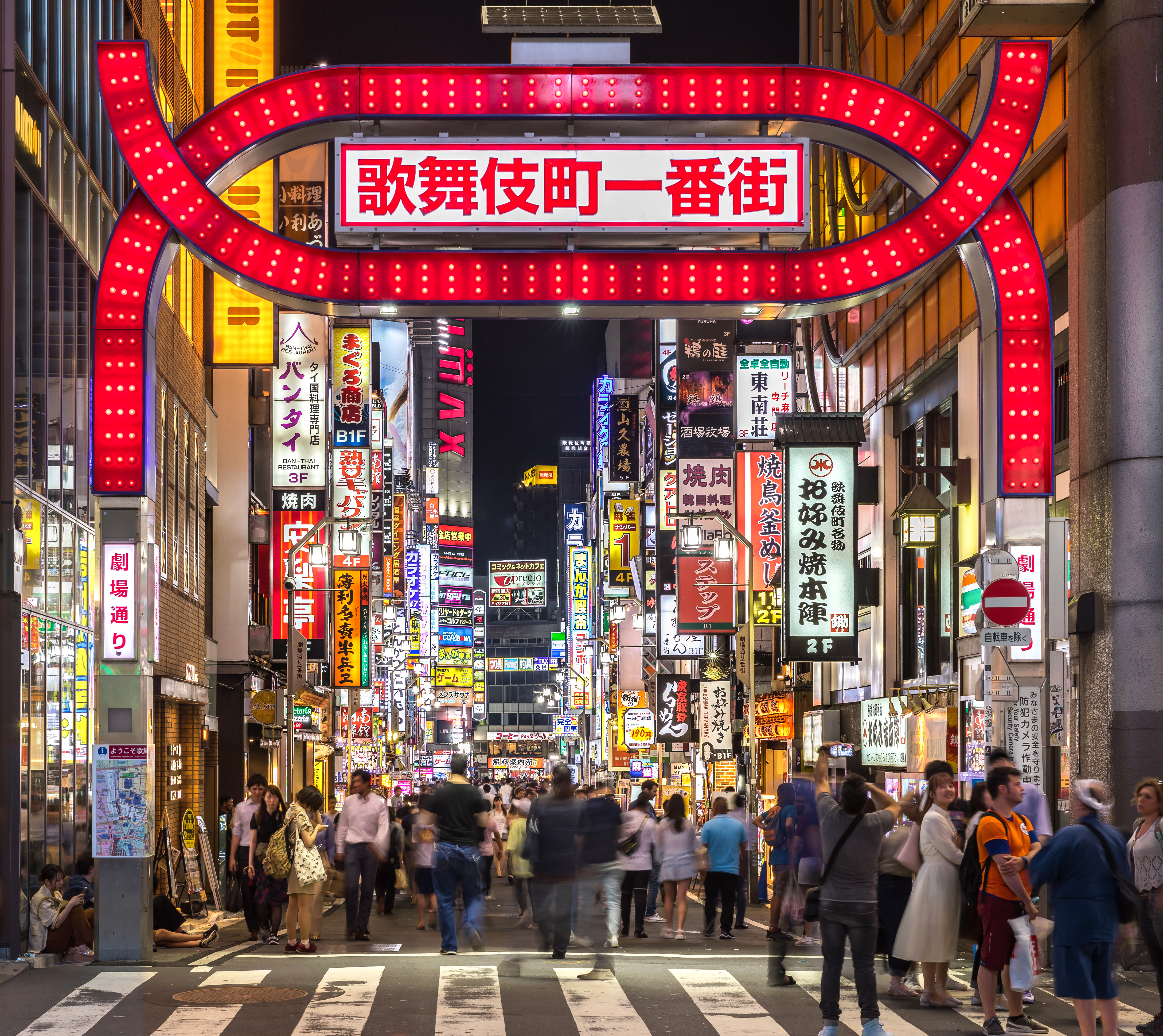
가부키초의 밤거리

## 참고 문헌
- 新宿区（1998）『新宿区史―区成立五十周年記念 第一巻』
- 新宿区（2007）『新宿時物語―新宿区60年史』星雲社
- 東京地下鉄株式会社（2008）『社会環境報告書2008』
- 東京都（2010）「平成22年東京都観光客数等実態調査」 보관됨 2012-11-04 - 웨이백 머신
- 東京都百年史編集委員会（1979）『東京百年史』
- 仁階堂拓哉（2009）「歌舞伎町タウン・マネジメントにおける歌舞伎町ルネッサンス事業の現況」『安全・安心を創出するための15の視点』東京法令出版
- 日本政府観光局（2010）「JNTO 訪日外客訪問地調査2009報告書概要」